# Gustave-Hippolyte Roger
Gustave-Hippolyte Roger (París, Illa de França, 17 de desembre, 1815 - 12 de setembre, 1879) fou un tenor i actor còmic parisenc.
Estudià cant en el Conservatori de Paris, la seva ciutat natal, i el 1838 feu la seva estrena en l'Òpera Còmica, aconseguint un gran èxit. El 1848 efectuà una gira per les illes britàniques en companyia de Jenny Lind, gira que fou un triomf per ambdós artistes. Durant l'espai de deu anys va fer set viatges a Alemanya, i els seus triomfs allà no foren menors que a França; sobretot a Weimar, Frankfurt, Berlín, Viena i Múnic, aplaudiren molt a l'artista, que assolí cantar en alemany un acte de Le Prophète.
Després d'aconseguir el mateix èxit a Brussel·les, va perdre la veu, llavors es proposà continuar en l'escena, no com a cantant, sinó com a actor, fracassant, i deixà l'escena i es dedicà a l'ensenyança, terreny en el que va assolir una merescuda reputació.
En un accident de caça va perdre un braç. Publicà un llibre amb els records dels seus viatges amb Jenny Lind, en el Carnet d'un tenor (París, 1880), i feu una encertada traducció textual de les Estacions de Joseph Haydn.